# الغزاونة (تفراوت)
الغزاونة هو دُوَّار يقع بجماعة بني ونجل تافراوت، إقليم تاونات، جهة فاس مكناس في المملكة المغربية. ينتمي الدوّار لمشيخة تفراوت التي تضم 16 دوار. يقدر عدد سكانه بـ 115 نسمة حسب الإحصاء الرسمي للسكان والسكنى لسنة 2004.

## روابط خارجية
- البوابة الوطنية للجماعات الترابية
- المندوبية السامية للتخطيط